# Q10 (coeficiente de temperatura)
El coeficiente de temperatura Q10 es la medida de la tasa de variación de sistemas químicos o biológicos como consecuencia del incremento de 10 °C de la temperatura.
Hay muchos ejemplos donde se usa el Q10, uno de ellos es el cálculo de la velocidad de conducción del nervio y otro el del cálculo de la velocidad de la contracción de la fibra muscular. También se puede aplicar a las reacciones químicas y muchos otros sistemas.
El Q10 se calcula como:
{\displaystyle Q_{10}=\left({\frac {R_{2}}{R_{1}}}\right)^{10/(T_{2}-T_{1})}}
donde
R es la tasa (rate)
T es la temperatura en grados Celsius o Kelvin.
Q10 es una cantidad sin unidades, ya que es el factor que expresa la variación de una tasa, y es una manera útil de expresar la dependencia de la temperatura que tiene un proceso determinado.
Para sistemas biológicos, el valor del Q10 se encuentra generalmente entre 2 y 3.